# Estación Clemenceau
La estación Clemenceau es una estación del sistema de metro de Bruselas, dando servicio a las líneas 2 y 6 en sus segmentos más meridionales. Fue abierta el 18 de junio de 1993 y suponía el término de la línea 2 hasta que se amplió hasta Delacroix hacia 2006. Se localiza en Avenida Georges Clemenceau, entre las calles Chausée de Mons (Bergensesteenweg) y Rue de la Clinique (Kliniekstraat), cerca de un matadero, en la municipalidad belga de Anderlecht.